# Isola di Wrangel (Oblast' di Arcangelo)
L'Isola di Wrangel (in russo Остров Врангеля?, Ostrov Vrangelja) è un'isola russa situata nel Mare di Barents che fa parte dell'arcipelago della Novaja Zemlja. Amministrativamente fa parte dell'Oblast' di Arcangelo.

## Geografia
L'isola di Wrangel si trova sulla costa occidentale dell'isola Severnyj, nel golfo Krestobaja (губа Крестовая).
L'isola misura circa 1,1 km per 1 km e ha un'altezza di 28 m. Il terreno è pianeggiante, le coste sono ripide e rocciose, molte falesie costiere circondano l'isola lungo il perimetro, digradano leggermente a nord-est e a sud in corrispondenza di due insenature.

## Isole adiacenti
- Isola di Šel'bach, a sud-est, a circa 3,5 km[1] (74°08′10.67″N 55°27′08.56″E).